# Jean Echenoz

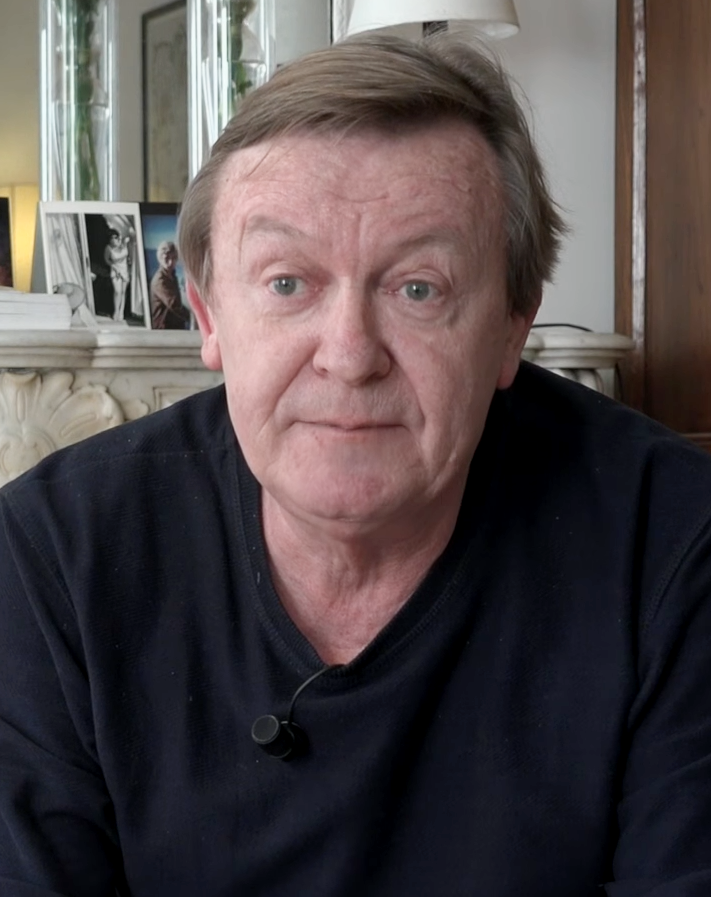
Jean Echenoz

Jean Echenoz född 26 december 1947 i Orange, är en fransk författare.
Echenoz studerade sociologi innan han helt ägnade sig åt författarskap. han debuterade 1979 med Le Méridien de Greenwich och slog igenom med sin andra roman Cherokee 1983.